# Alina Kaszlinska

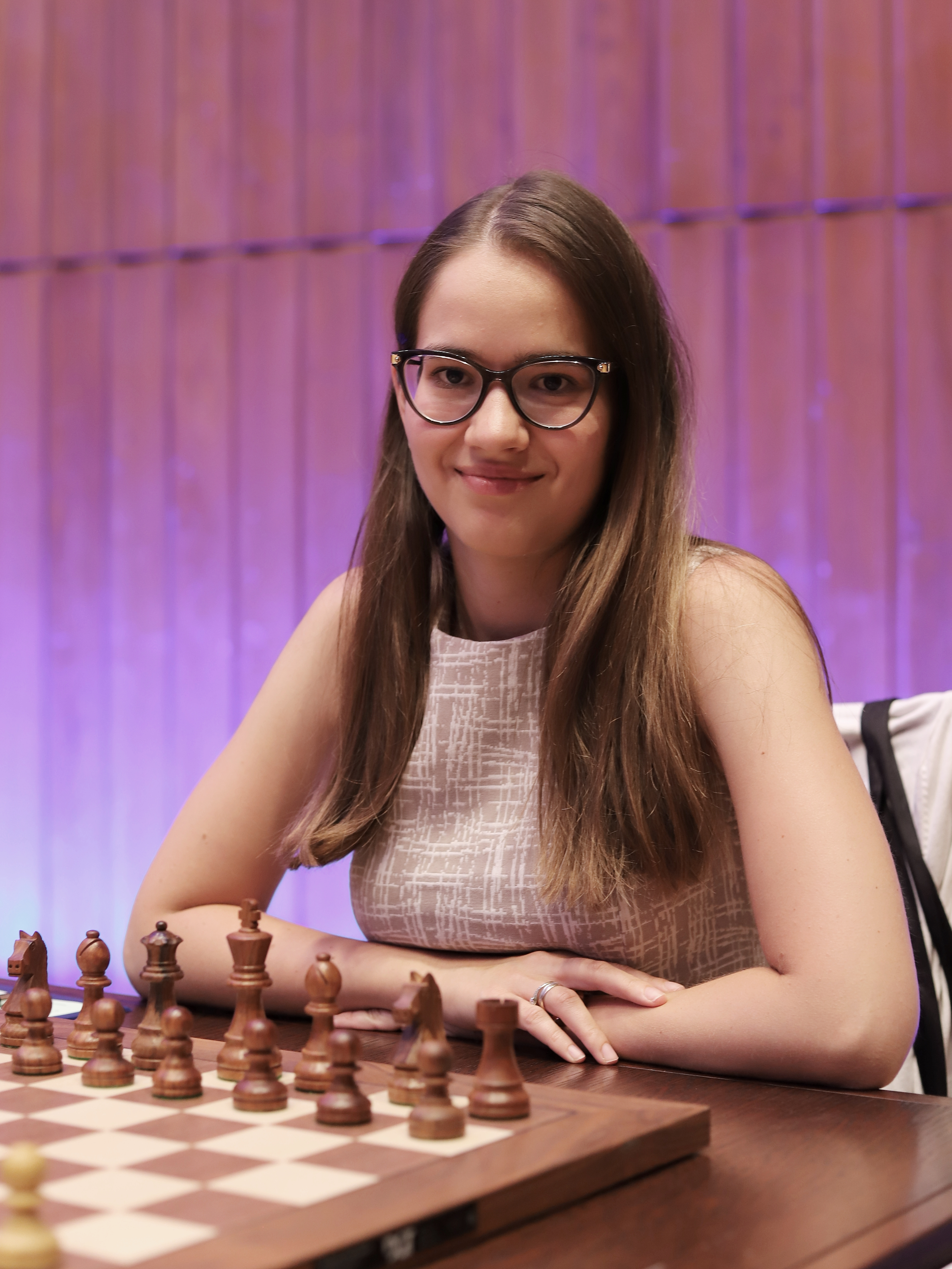
Kaszlinska, Bydgoszcz 2022

Alina Kaszlinska, geboren Alina Anatoljevna Kasjlinskaja (Moskou, 28 oktober 1993) is een in Rusland geboren Poolse schaakster. In 2009 werd ze grootmeester bij de vrouwen (WGM), in 2014 werd ze Internationaal Meester (IM). In 2019 was ze Europees vrouwenkampioen schaken. 

## Schaakcarrière
In 2003 werd Kaszlinska tweede op het Europees schaakkampioenschap voor jeugd in de categorie meisjes tot 10 jaar.
In augustus 2010 maakte ze deel uit van het Russische vrouwenteam in de 7e match China versus Rusland, gespeeld volgens het Scheveningen-systeem. Kaszlinska nam in 2010 met het tweede Russische team deel aan het vrouwentoernooi van de 39e Schaakolympiade. Ze won een individuele zilveren medaille voor haar resultaat aan het vijfde bord.
In 2011 werd Kaszlinska tweede op het Wereldkampioenschap schaken voor jeugd in de categorie meisjes tot 18 jaar. In 2012 werd ze tweede op het vrouwentoernooi van het Wereldkampioenschap Schaken voor universiteiten. In december 2012 nam ze deel aan de 5e "Snowdrops vs Old Hands" Match in Poděbrady, waar het dubbele Scheveningen-systeem gevolgd werd, waarbij een team jonge vrouwelijke schakers ("Snowdrops") bestaande uit Valentina Goenina, Tania Sachdev, Kaszlinska en Kristýna Havlíková het opnam tegen de veteraan-grootmeesters ("Old Hands") Vlastimil Hort, Wolfgang Uhlmann, Fridrik Olafsson en Oleg Romanishin. Kaszlinska behaalde 3½ pt. uit 8.
In 2013 won ze het Russische kampioenschap voor vrouwelijke junioren en werd derde bij de meisjes op het Wereldkampioenschap schaken voor junioren. In hetzelfde jaar nam Kaszlinska deel aan de 6e "Snowdrops vs Old Hands" match. Ze behaalde 5 pt. uit 8, haar team "Snowdrops" (Viktorija Cmilyte, Kaszlinska, Maria Moezytsjoek, Nastassia Ziaziulkina) versloeg het team "Old Hands" (Josif Dorfman, Boris Gulko, Borislav Ivkov, Wolfgang Uhlmann) met de totaalscore 17½-14½. Kaszlinska behaalde de hoogste score van alle deelnemers.
In maart 2015 nam Kaszlinska voor de eerste keer deel aan het Wereldkampioenschap schaken voor vrouwen. In ronde 1 werd ze uitgeschakeld door Shen Yang. Twee maanden later werd ze derde op het Europees kampioenschap schaken voor vrouwen, dat werd gehouden in Tsjakvi. In juli nam ze deel aan de 9e match China versus Rusland, waar ze 2½ pt. uit 5 behaalde, het beste resultaat van deelnemende Russische schaaksters. In september won Kaszlinska het 5e Krystyna Hołuj-Radzikowska Memorial – WGM-toernooi in Wrocław.
In oktober 2018 won Kaszlinska de hoogste prijs voor vrouwen (£ 7.000) op het Chess.com Internationaal toernooi op het eiland Man, waar haar echtgenoot Wojtaszek de hoofdprijs won op hetzelfde toernooi.
In april 2019 won ze het Europees schaakkampioenschap voor vrouwen in Antalya, waarbij ze via de tiebreak-score eindigde boven Marie Sebag, Elisabeth Pähtz, Inna Gaponenko en Antoaneta Stefanova. In oktober 2019 speelde Kaszlinska aan het reservebord voor het Russische team dat op het Europees schaakkampioenschap voor landenteams in Batoemi het vrouwentoernooi won.  
Sinds 23 mei 2022 komt ze niet meer uit voor Rusland maar voor Polen. In 2022 nam ze met het Poolse vrouwenteam deel aan de 44e Schaakolympiade, waarbij het team op de zesde plaats wist te eindigen. In augustus 2022 was haar Elo-rating 2504. In 2023 in Warschau werd ze derde op het Poolse schaakkampioenschap voor vrouwen.

## Persoonlijk leven

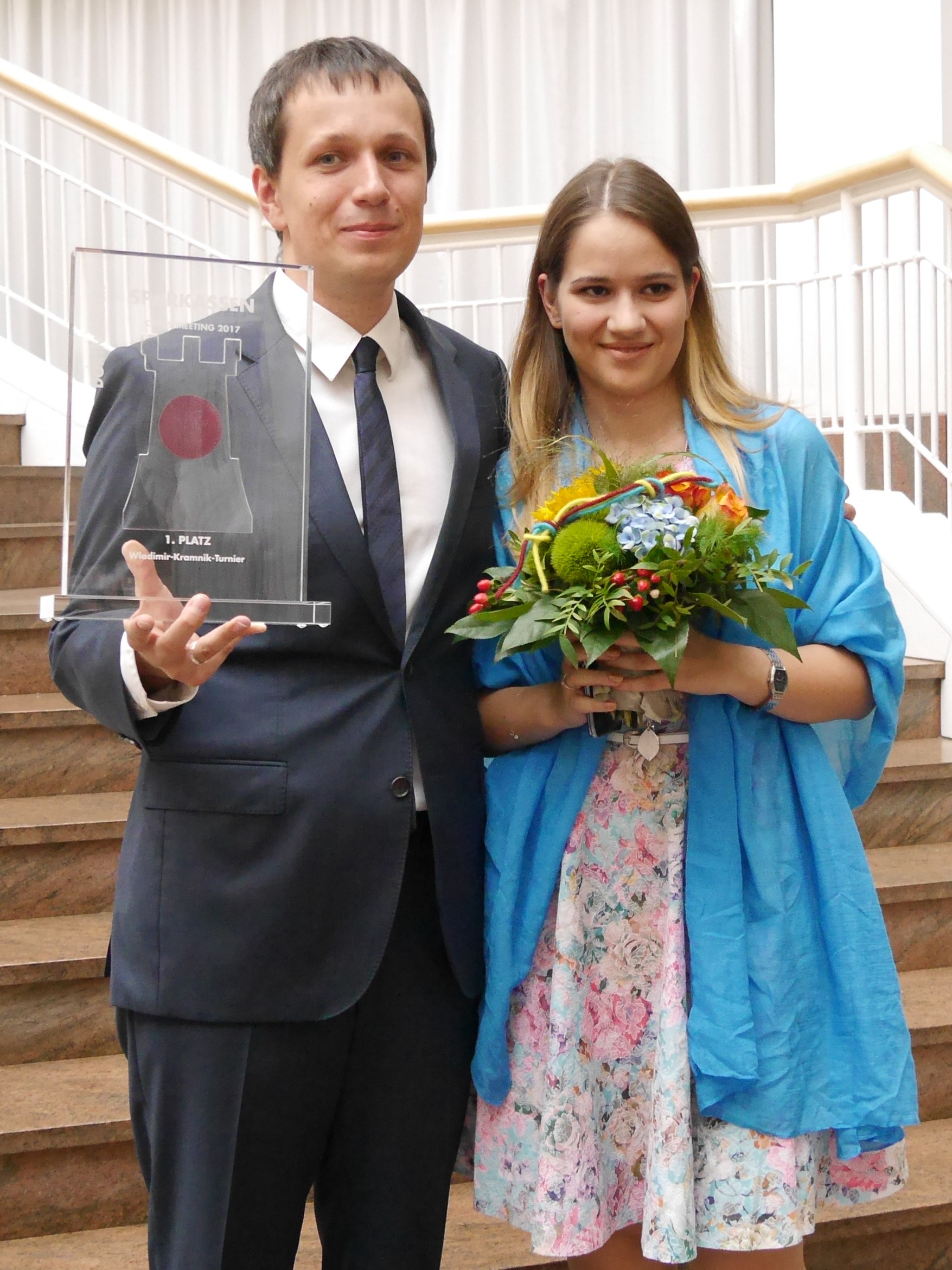
Kaszlinska en Radosław Wojtaszek, Dortmund, 2017)

Kaszlinska is gehuwd met de Poolse GM Radosław Wojtaszek. Ze studeerde af aan de "Social University" van de Russische staat.

## Schaakverenigingen
In de Russische verenigingscompetitie voor vrouwenteams speelde Alina Kaszlinska van 2011 tot 2017 vrijwel de gehele periode  (in 2013 speelde ze voor AGU Beloretsjensk) voor het team van RGSU Moskou, waarmee ze in 2011, 2015 en 2016 kampioen werd. Ook nam ze met dit team in de jaren 2011, 2012 en 2014 t/m 2017 deel aan de European Club Cup voor vrouwen. In 2014 behaalde ze met het team de derde plaats, met haar individuele scores had ze in 2011 het beste resultaat aan het reservebord en in 2014 het tweede resultaat aan bord 4.

In de Duitse bondscompetitie voor vrouwenteams speelt Kaszlinska sinds 2014 voor SK Schwäbisch Hall. In de Chinese competitie speelde ze in 2017 voor Shenzhen.

## Externe koppelingen
- (en)   Informatie over schaakpartijen van Alina Kaszlinska op ChessGames.com
- (en)   Informatie over schaakpartijen van Alina Kaszlinska op 365chess.com
- (en)  FIDE-ratinggegevens voor Alina Kaszlinska